# 公認射手

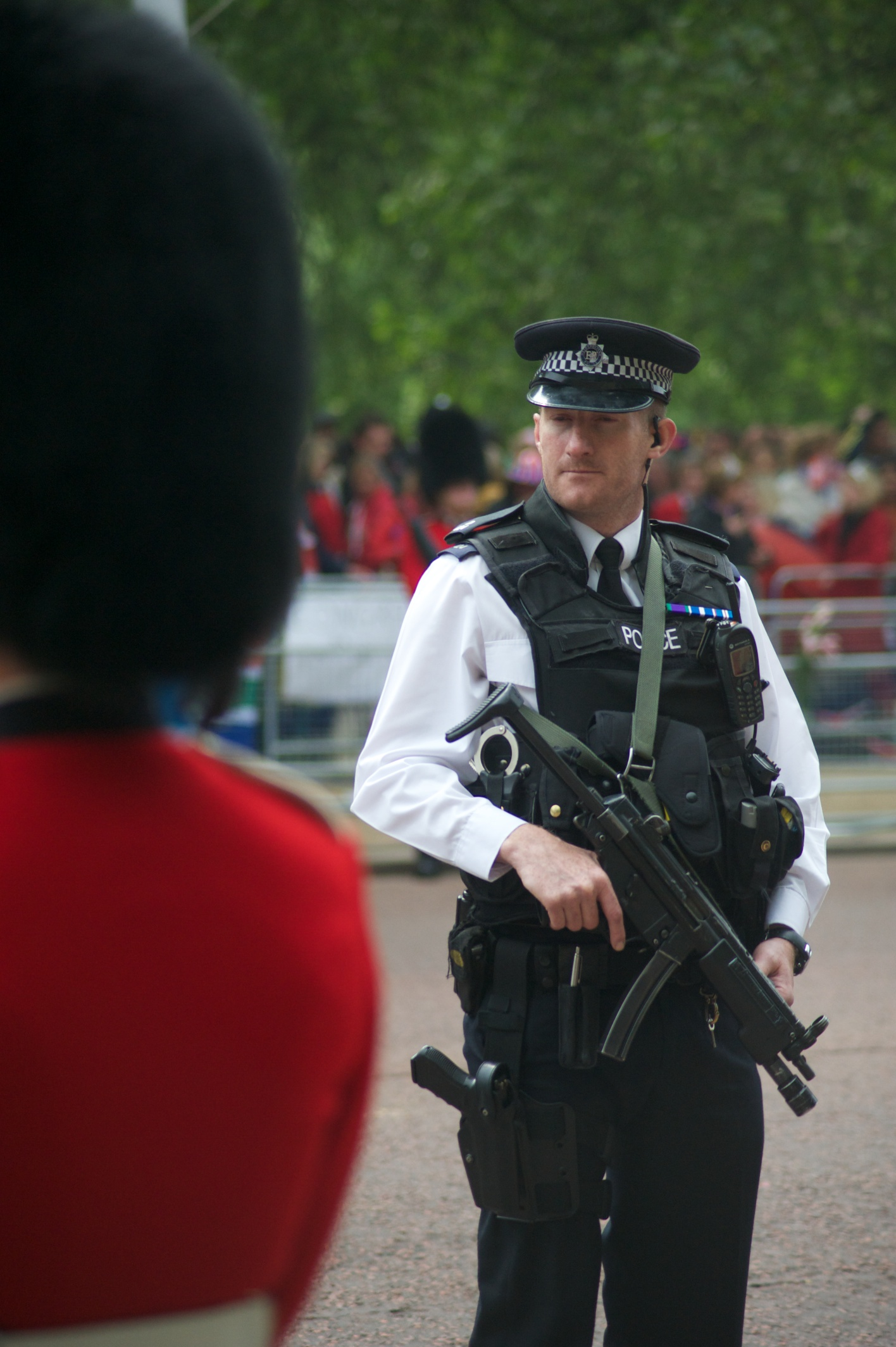
2011年4月29日、ウィリアム王子とキャサリン・ミドルトンの婚礼のためにロンドンで警備を行うAFO

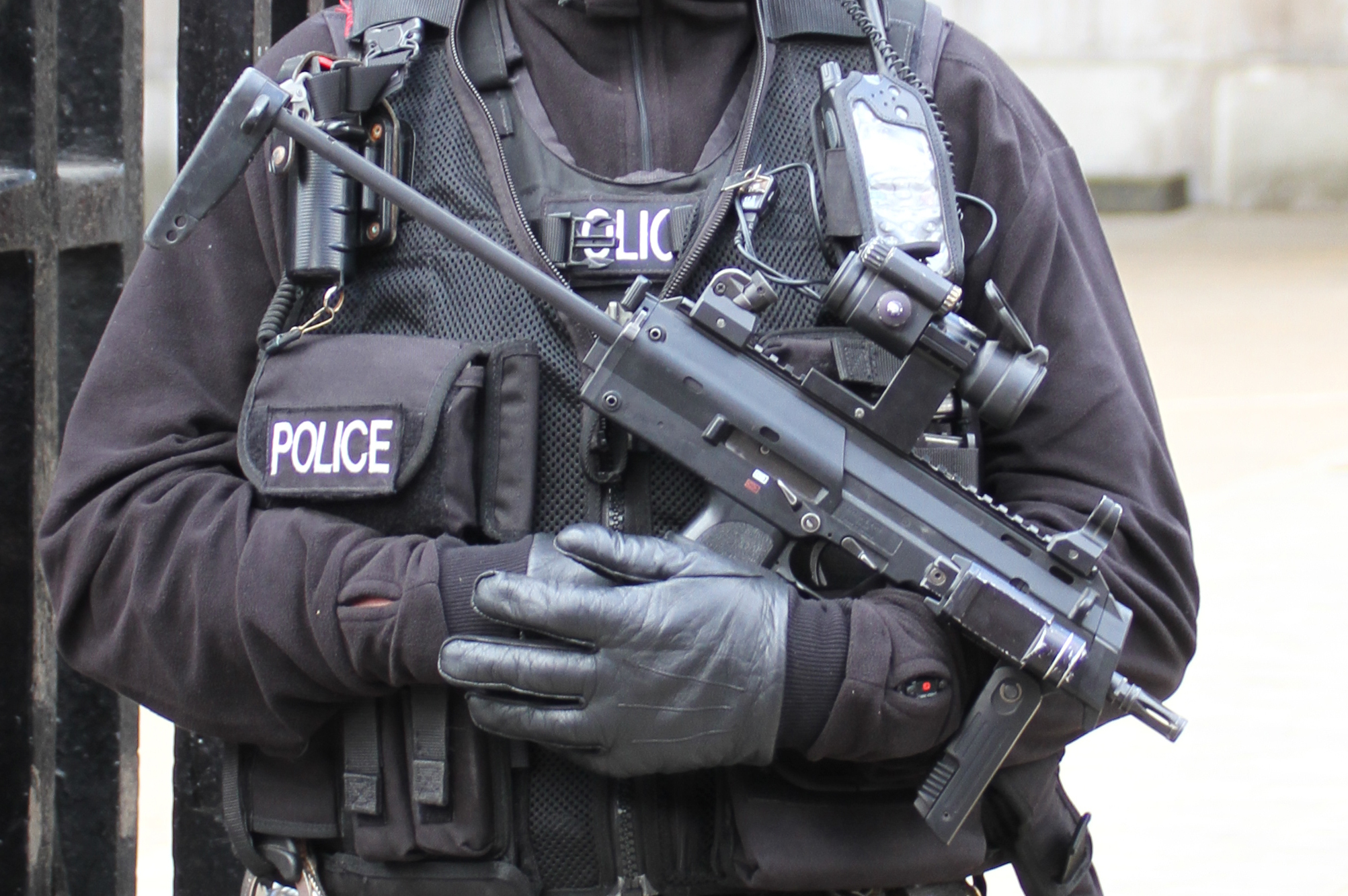
ロンドンにおいてH&K MP7個人自衛火器を所持して勤務する国防省の警察官

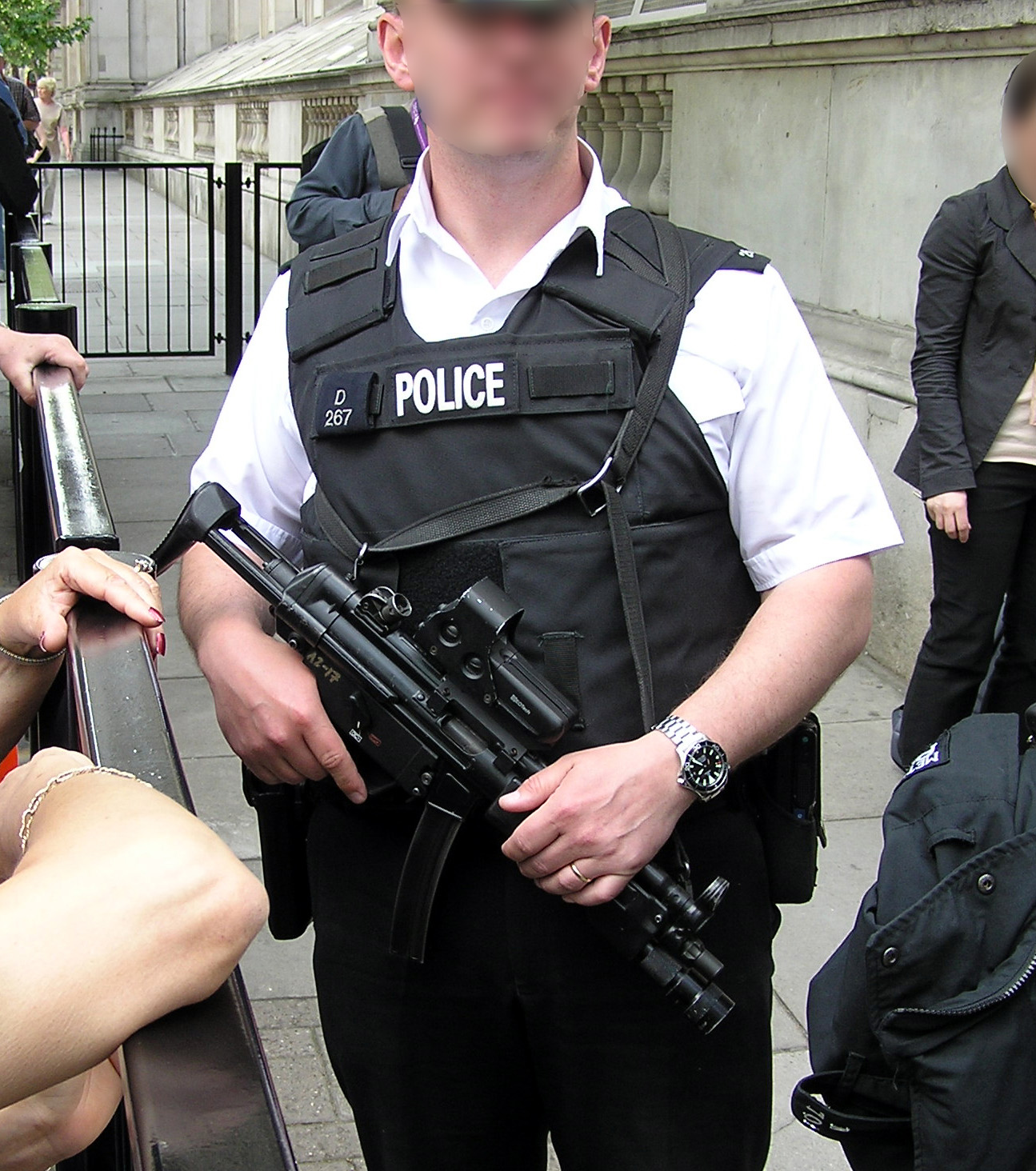
英国首相官邸であるロンドンのダウニングストリートに立哨するAFO。

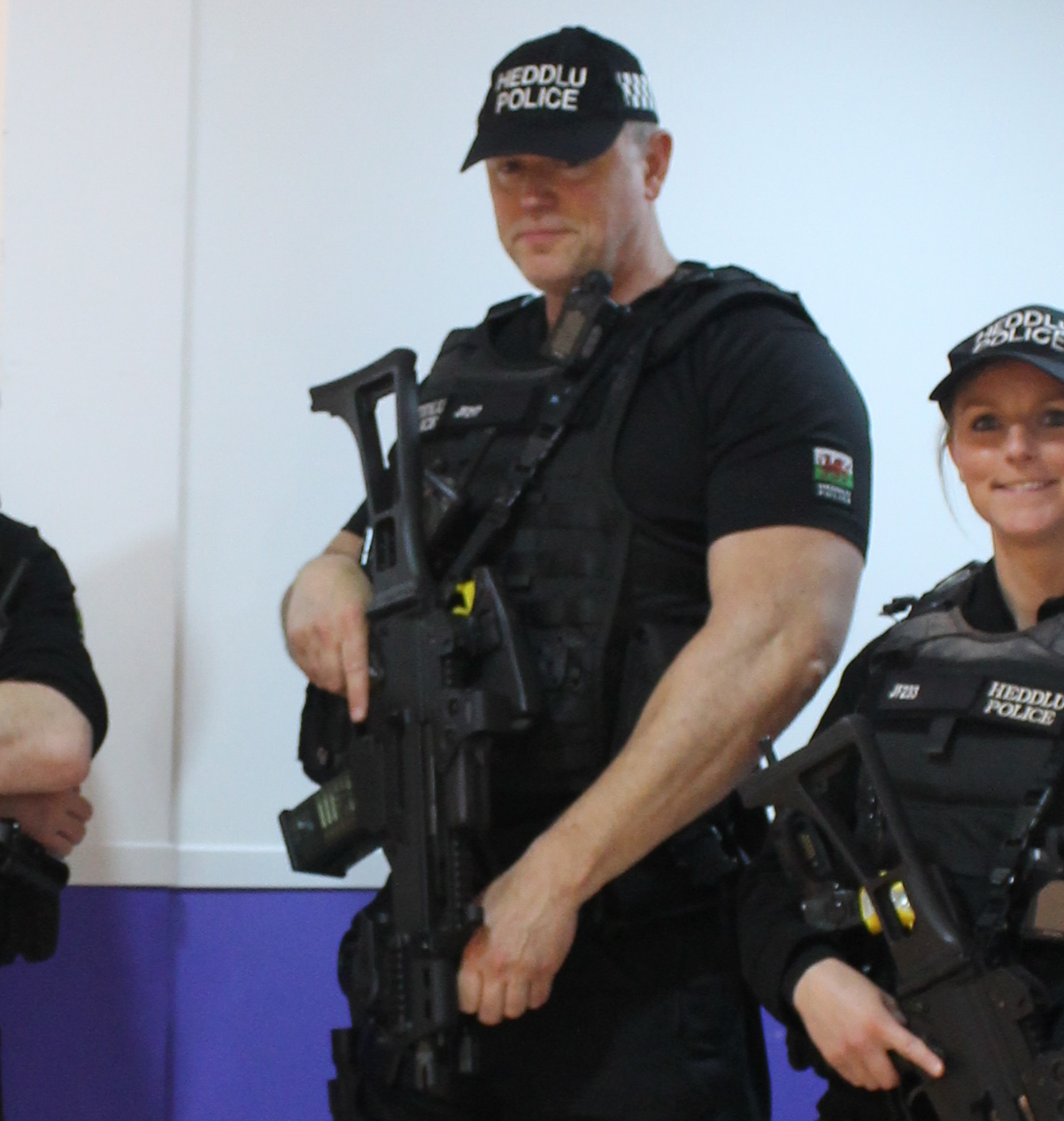
2017年イギリス総選挙においてG36Cを所持する北ウェールズ警察のAFO

公認射手（こうにんしゃしゅ、英語: Authorized firearms officer, AFO）は、火器の携行および使用に関する権限を与えられ、特別の訓練を受けたイギリスの警察官である。その存在が特別である理由は、イギリスにおいては警察官が日常的に火器を携行することが一般的ではないためである（所持するとしてもテーザー銃程度）。なお、イギリスにおいて日常的に火器を携行する警察官は、北アイルランド警察、国防省警察、民間核施設保安隊、ベルファスト港警察およびベルファスト国際空港保安隊などに限られている。
2019年から2020年の会計年度においては、イングランドおよびウェールズ全体で銃器の配備が許可された警察活動は19,372回あり、6,518名の武装警官（国内全体の132,467名の4.9%に相当）が動員された。2015年11月のパリ同時多発テロ事件の後、特にロンドンにおいて武装警官の数を大幅に増やすことが決定された。
AFOの上級資格として、Armed Response Vehicle Officer（ARVO）、Specialist Firearms Officer（SFO）、Counter Terrorist Specialist Firearms Officer（CTSFO）などがある。

## 訓練
英国のすべての警察にAFOの選抜課程が設置されている（細部は部隊ごとに異なる）。多くの警察の専門官と同様に、公認銃器所持警察官は全員が志願者である。選抜課程に参加するには予め現所属の上司から許可を受ける必要がある。選抜課程においては、銃器の訓練を開始する許可を与えるに際して、面接、心理テスト、体力テストおよび健康診断が行われる。選抜を通過できる保証はなく、必要な基準を満たさなければ、選抜課程のどの時点においても現所属への帰任を命じられうる。
承認を受けた後も、資格を維持するためには定期的な再教育訓練と再テストに合格する必要があり、必要な基準を満たさなければ承認を取り消される可能性がある。健康面や体力面における問題がある場合も、銃器使用許可を一時的または恒久的に停止される可能性がある。

## AFOの配備
AFOは、英国全土において、その役割の性質上武装警官を配置する必要がある専門部隊に配備される。例えば、ロンドン警視庁の外交員警護課、国防省警察および民間核施設保安隊などである。
このほかに、国家犯罪対策庁がAFOを配備し、武装作戦部隊を編成している。これらの部隊は対テロ作戦に従事することは少なく、主に銃器の密売などの暴力犯罪・組織犯罪に対して集中的に対応している。
SFOの中でも上級資格者であるCTSFOは、ロンドン警視庁においては、警察特殊部隊であるSCO19に配属されており、武装応召車に搭乗しての対テロ作戦等に従事している。

## 銃器使用の法的根拠
警察による銃器使用は、制定法（1984年警察・刑事証拠法および1998年人権法など）、行政機関の方針（内務省の「警察による銃器および非致死性兵器の使用に関する行動規範（Code of Practice on Police use of Firearms and Less Lethal Weapons）」および英国警察長協会（ACPO）の「警察による火器使用マニュアル（Manual of Guidance on Police Use of Firearms）」）ならびにコモン・ローによって規律されている。
AFOは、「適切な承認担当官」によって承認された場合にのみ銃器を携行することができる。「適切な承認担当官」は警部以上の階級でなければならない。空港および核施設での勤務、警護任務ならびに装甲車両に搭乗しての配備が行われる場合には、拳銃所持の「恒常的な権限」が与えられる。なお、北アイルランド警察の警察官は、勤務中であると非番であるとを問わず、個人支給の拳銃を日常的に携行する権限を与えられている。
英国の法律では、逮捕をなしもしくは犯罪を防止するためまたは自衛のために必要な場合には、「合理的な有形力」を使用することが許可されている。しかし、欧州人権条約のもと、致死性武器の使用は「絶対的に必要」である場合にしか許されない。したがって、AFOが発砲することが許されるのは、「生命への差し迫った脅威を阻止する」場合に限られる。
ACPOの方針においては、銃器の「使用」とは、銃器を人に向けることおよび発砲（偶然か、過失によるかまたは故意かを問わない）の双方が含まれると規定されている。イングランドおよびウェールズにおいては、他の有形力の行使と同様に、法廷において行動の正当性を証明する責任は個々の警察官にある。

## 装備
配備される銃器の種類は部隊により異なる。イングランドおよびウェールズにおいては、ACPOおよび内務省から指針が示されている。各警察がどの武器を使用するかについての決定権は、警察本部長に委ねられていることが多い。

## 人員数
AFOの人員数はウォリックシャーの31人からロンドン警視庁の2,394人まで幅広い。ただし、ロンドン以外で200人以上のAFOが配備されているのは、グレーター・マンチェスター、テムズバレーおよびウェストミッドランズの3つの警察本部にすぎない。
| 警察署                 | 人数  |
| ---------------------- | ----- |
| エイボン・サマーセット | 106   |
| ベッドフォードシャー   | 63    |
| ケンブリッジシャー     | 59    |
| チェシャー             | 50    |
| ロンドン市警察         | 80    |
| クリーブランド         | 49    |
| カンブリア             | 68    |
| ダービーシャー         | 56    |
| デボン・コーンウォール | 154   |
| ドーセット             | 59    |
| ダーラム               | 52    |
| ダベッド・ポーイス     | 62    |
| エセックス             | 175   |
| グロスターシャー       | 71    |
| マンチェスター         | 257   |
| グウェント             | 42    |
| ハンプシャー           | 95    |
| ハートフォードシャー   | 62    |
| ハンバーサイド         | 79    |
| ケント                 | 99    |
| ランカシャー           | 79    |
| レスターシャー         | 63    |
| リンカンシャー         | 47    |
| マージーサイド         | 109   |
| メトロポリタン         | 2,394 |
| ノーフォーク           | 155   |
| 北ウェールズ           | 49    |
| ノースヨークシャー     | 68    |
| ノーサンプトンシャー   | 56    |
| ノーサンブリア         | 146   |
| ノッティンガムシャー   | 62    |
| 南ウェールズ           | 95    |
| サウスヨークシャー     | 98    |
| スタッフォードシャー   | 80    |
| サフォーク             | 54    |
| サリー                 | 60    |
| サセックス             | 139   |
| テムズバレー           | 204   |
| ウォリックシャー       | 31    |
| ウェスト・マーシア     | 106   |
| ウェストミッドランズ   | 231   |
| ウェストヨークシャー   | 165   |
| ウィルトシャー         | 48    |